# Campionato svizzero di hockey su ghiaccio femminile
Il campionato svizzero femminile di hockey su ghiaccio è posto sotto l'egida della Lega Svizzera di Hockey su Ghiaccio ed è suddiviso in leghe. La Lega Nazionale A femminile è il massimo campionato hockeystico della Svizzera per importanza ed è seguito per gerarchia dalla Lega Nazionale B femminile. Si tratta di campionati professionistici, mentre gli altri sono di livello dilettantistico.

## Campionato
Il Campionato, alla pari di quello maschile, si tiene a partire solitamente da metà settembre fine alla fine di febbraio dell'anno successivo. Le squadre si affrontano in due turni di andata e ritorno (4 partite) che ne determina la posizione in classifica. Usualmente si assegnano tre punti alla squadra che vince una partita nei tempi regolamentari (60'), due punti alla squadra che vince ai supplementari (5') o ai rigori, e un punto alla squadra che perde ai supplementari o ai rigori e zero alla squadra che perde nei tempi regolamentari. Questo modo di gioco e le modalità del punteggio hanno subito negli anni molte variazioni, attualmente infatti l'anno comprende un quinto turno di partite determinate dalla posizione della propria squadra nella classifica dell'anno precedente.
Da marzo ad aprile vi sono i play-off e i play-out:
- Nei play-off le prime otto squadre si affrontano alla meglio delle sette partite per quarti, semifinali e finali determinando la squadra campione Svizzero. La posizione in classifica al termine del campionato permette di fare gli accoppiamenti: la 1a con 8a, la 2a con la 7a, la 3a con la 6a, la 4a con la 5a. Le prime quattro squadre hanno diritto ad iniziare le serie su ghiaccio di casa.
- Nei play-out per la relegazione in LNB si segue lo stesso principio della sfida su sette partite. Al contrario dei playoff le squadre vincenti di questa serie non continuano ma rimangono in LNA. È invece la squadra perdente che continua, fino a che la perdente di tutta la serie deve vedersela con la 1ª squadra della LNB.

## Regolamenti
Essendo il campionato suddiviso in divisioni tra professionisti e amatoriali, i regolamenti possono variare sia livello di gioco (es: più o meno filtraggio dei falli), sia a livello di infrastrutture (es: la sicurezza e il controllo degli spettatori negli stadi) a seconda della divisione.

## Divisioni
Le divisioni del campionato sono riassumibili principalmente in due tronconi:
- Leghe semi-professionistiche:

- La massima divisione, la Lega Nazionale A
- Lega Nazionale B
- Le leghe amatoriali (o Regioligue):

- Lega Nazionale C
Riassumendo, il campionato è così schematizzato:
| Livello        | Divisione                              | Divisione                                 | Divisione                                |
| -------------- | -------------------------------------- | ----------------------------------------- | ---------------------------------------- |
| 1 Regio League | Lega Nazionale A 6 squadre             | Lega Nazionale A 6 squadre                | Lega Nazionale A 6 squadre               |
| 2 Regio League | Lega Nazionale B 8 squadre             | Lega Nazionale B 8 squadre                | Lega Nazionale B 8 squadre               |
| 3 Regio League | Lega Nazionale C Est Gr. 1 - 7 squadre | Lega Nazionale C Centro Gr. 2 - 8 squadre | Lega Nazionale C Ovest Gr. 3 - 8 squadre |

Aggiornato stagione 2012-2013.

## Evoluzione del campionato svizzero femminile
|             | 1986 - 1988      | 1988 - 1995      | dal 1995         |
| ----------- | ---------------- | ---------------- | ---------------- |
| I livello   | Lega Nazionale A | Lega Nazionale A | Lega Nazionale A |
| II livello  |                  | Lega Nazionale B | Lega Nazionale B |
| III livello |                  |                  | Lega Nazionale C |